# Caradog ap Meirion
Caradog ap Meirion, noto come Caratacus in latino e Caractacus in inglese (730 circa – 798), è stato sovrano del Regno di Gwynedd dal 754.
Un lontano cugino di Rhodri Molwynog, che diceva di discendere da Cunedda (il semi-leggendario progenitore della casa reale del Gwynedd) attraverso il sangue del nipote di Cunedda (e figlio di Einion Yrth, secondo re del Gwynedd), Owain Ddantgwyn, signore di Rhôs (un piccolo territorio del regno del Gwynedd). Per questa ragione Caradog ritenne di poter reclamare il trono dopo la morte di Rhodri. Non si conosce l'esatta data dell'usurpazione di Caradog, che probabilmente avvenne tra il 754 e il 768. Anche il suo regno fu sotto la costante minaccia dei vicini reami anglosassoni. Probabilmente morì in battaglia nella Snowdonia (798). Secondo altri, però, fu strangolato, forse per ordine di Cynan Dindaethwy, figlio di Rhodri, che poi assunse il controllo del Gwynedd. In alcune genealogie, Caradog è definito come padre di Hywel Farf-Fehinog, che, a sua volta, sarebbe successo a Cynan. Altre fonti, però, dicono che Hywel fosse un altro figlio di Rhodri.